# Belterra
Belterra ist ein Munizip mit 16.318 Einwohnern (Stand: 2010) im brasilianischen Bundesstaat Pará. Es liegt im Westen des Bundesstaates am Rio Tapajós. Belterra ist bekannt für die Versuche von Henry Ford, hier Kautschuk in Plantagen anzubauen. Im Ort von Belterra sind noch heute die Kautschukzapferhütten erhalten, die inzwischen als Kulturerbe geschützt sind.